# Jancigny
Jancigny est une commune française située dans le département de la Côte-d'Or en région Bourgogne-Franche-Comté.

## Histoire

### La terre de Jancigny
Il y a tout lieu de penser, d'après divers indices, qu'une "villa" gallo-romaine existait au nord du village actuel de Jancigny, au Lieu-dit "Le Tertre", ce soit d'ailleurs là que se trouvent les meilleures terres de la commune.
La terre de Jancigny avait été, comme celle de Talmay, donnée par le duc de Bourgogne Amalgaire à l'abbaye de Bèze.
La terre de Jancigny resta, jusqu'au milieu du XVIe siècle, entre les mains des religieux qui furent obligés de la vendre, en vertu d'un édit du 18 juillet 1564, pour se libérer d'une somme de 3 000 livres à laquelle ils avaient été imposés pour payer les dettes de l'État.

## Géographie

### Climat
Pour des articles plus généraux, voir Climat de la Bourgogne-Franche-Comté et Climat de la Côte-d'Or.
En 2010, le climat de la commune est de type climat des marges montargnardes, selon une étude du Centre national de la recherche scientifique s'appuyant sur une série de données couvrant la période 1971-2000. En 2020, Météo-France publie une typologie des climats de la France métropolitaine dans laquelle la commune est dans une zone de transition entre le climat océanique altéré et le climat océanique altéré et est dans une zone de transition entre les régions climatiques « Lorraine, plateau de Langres, Morvan » et « Bourgogne, vallée de la Saône ». 
Pour la période 1971-2000, la température annuelle moyenne est de 10,6 °C, avec une amplitude thermique annuelle de 17,7 °C. Le cumul annuel moyen de précipitations est de 863 mm, avec 11,7 jours de précipitations en janvier et 8,1 jours en juillet. Pour la période 1991-2020, la température moyenne annuelle observée sur la station météorologique de Météo-France la plus proche, « Poyans », sur la commune de Poyans à 9 km à vol d'oiseau, est de 11,1 °C et le cumul annuel moyen de précipitations est de 911,8 mm,. Pour l'avenir, les paramètres climatiques de la commune estimés pour 2050 selon différents scénarios d'émission de gaz à effet de serre sont consultables sur un site dédié publié par Météo-France en novembre 2022.

## Urbanisme

### Typologie
Au 1er janvier 2024, Jancigny est catégorisée commune rurale à habitat dispersé, selon la nouvelle grille communale de densité à 7 niveaux définie par l'Insee en 2022.
Elle est située hors unité urbaine. Par ailleurs la commune fait partie de l'aire d'attraction de Dijon, dont elle est une commune de la couronne,. Cette aire, qui regroupe 333 communes, est catégorisée dans les aires de 200 000 à moins de 700 000 habitants,.

### Occupation des sols
L'occupation des sols de la commune, telle qu'elle ressort de la base de données européenne d’occupation biophysique des sols Corine Land Cover (CLC), est marquée par l'importance des territoires agricoles (68,4 % en 2018), une proportion sensiblement équivalente à celle de 1990 (68,8 %). La répartition détaillée en 2018 est la suivante : 
terres arables (52,8 %), forêts (27,6 %), prairies (15,6 %), zones urbanisées (4 %). L'évolution de l’occupation des sols de la commune et de ses infrastructures peut être observée sur les différentes représentations cartographiques du territoire : la carte de Cassini (XVIIIe siècle), la carte d'état-major (1820-1866) et les cartes ou photos aériennes de l'IGN pour la période actuelle (1950 à aujourd'hui).

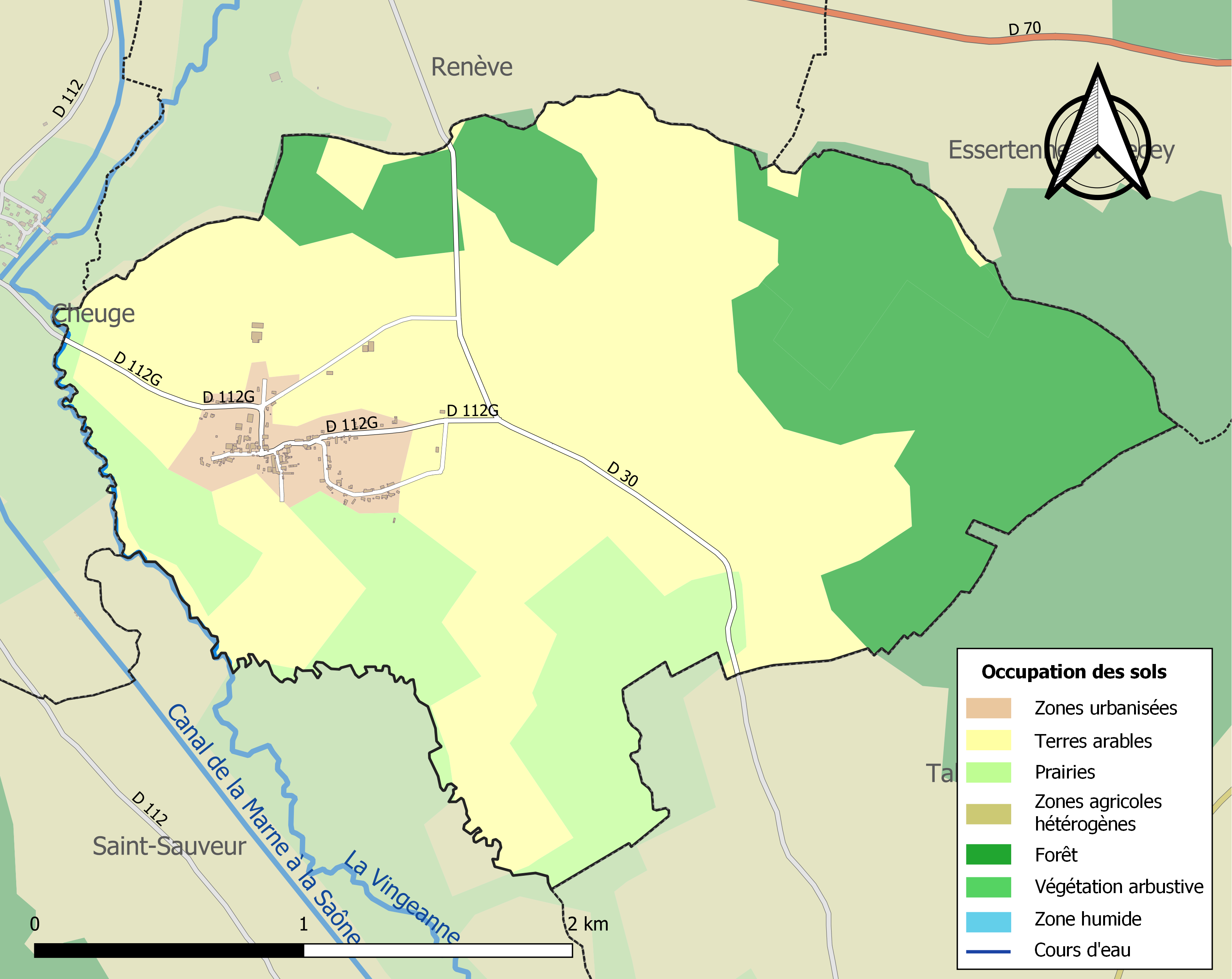
Carte des infrastructures et de l'occupation des sols de la commune en 2018 (CLC).

## Politique et administration
| Période                                  | Période | Identité         | Étiquette | Qualité |
| ---------------------------------------- | ------- | ---------------- | --------- | ------- |
| mars 2001                                |         | Mme Evelyne Bene |           |         |
| Les données manquantes sont à compléter. |         |                  |           |         |

## Démographie
L'évolution du nombre d'habitants est connue à travers les recensements de la population effectués dans la commune depuis 1793. Pour les communes de moins de 10 000 habitants, une enquête de recensement portant sur toute la population est réalisée tous les cinq ans, les populations de référence des années intermédiaires étant quant à elles estimées par interpolation ou extrapolation. Pour la commune, le premier recensement exhaustif entrant dans le cadre du nouveau dispositif a été réalisé en 2006.

En 2022, la commune comptait 153 habitants, en évolution de +6,25 % par rapport à 2016 (Côte-d'Or : +0,82 %, France hors Mayotte : +2,11 %).
| 1793 | 1800 | 1806 | 1821 | 1831 | 1836 | 1841 | 1846 | 1851 |
| ---- | ---- | ---- | ---- | ---- | ---- | ---- | ---- | ---- |
| 227  | 225  | 233  | 232  | 231  | 228  | 223  | 221  | 228  |

| 1856 | 1861 | 1866 | 1872 | 1876 | 1881 | 1886 | 1891 | 1896 |
| ---- | ---- | ---- | ---- | ---- | ---- | ---- | ---- | ---- |
| 216  | 205  | 210  | 189  | 203  | 174  | 175  | 152  | 145  |

| 1901 | 1906 | 1911 | 1921 | 1926 | 1931 | 1936 | 1946 | 1954 |
| ---- | ---- | ---- | ---- | ---- | ---- | ---- | ---- | ---- |
| 126  | 137  | 142  | 136  | 125  | 124  | 97   | 101  | 90   |

| 1962 | 1968 | 1975 | 1982 | 1990 | 1999 | 2006 | 2011 | 2016 |
| ---- | ---- | ---- | ---- | ---- | ---- | ---- | ---- | ---- |
| 65   | 77   | 72   | 78   | 87   | 100  | 122  | 133  | 144  |

| 2021 | 2022 | - | - | - | - | - | - | - |
| ---- | ---- | - | - | - | - | - | - | - |
| 148  | 153  | - | - | - | - | - | - | - |

## Culture locale et patrimoine

### Lieux et monuments
Jancigny vivait autrefois presque entièrement sur lui-même. Outre le moulin et la tuilerie, on y trouvait un cordonnier, un sabotier, un tisserand, un huilier et un maréchal-ferrant. Il y avait également un café et une épicerie dans la rue du pont jusque vers 1965.

#### Le château
Le château brûla avant la Révolution, pour ne laisser derrière lui que deux ailes qui étaient en partie ruinées. Au XIXe siècle, dans l'une de celles-ci, on construisit la maison qui subsiste aujourd'hui. Seuls les deux pavillons qui encadrent la grille d'entrée peuvent témoigner de l'ancien château. Un jardin à la française et deux potagers s'étendaient alors sur le terrain qui entoure la bâtisse. Les dépendances et fermes du château, sauf le pigeonnier, subsistent toujours.

#### L'église

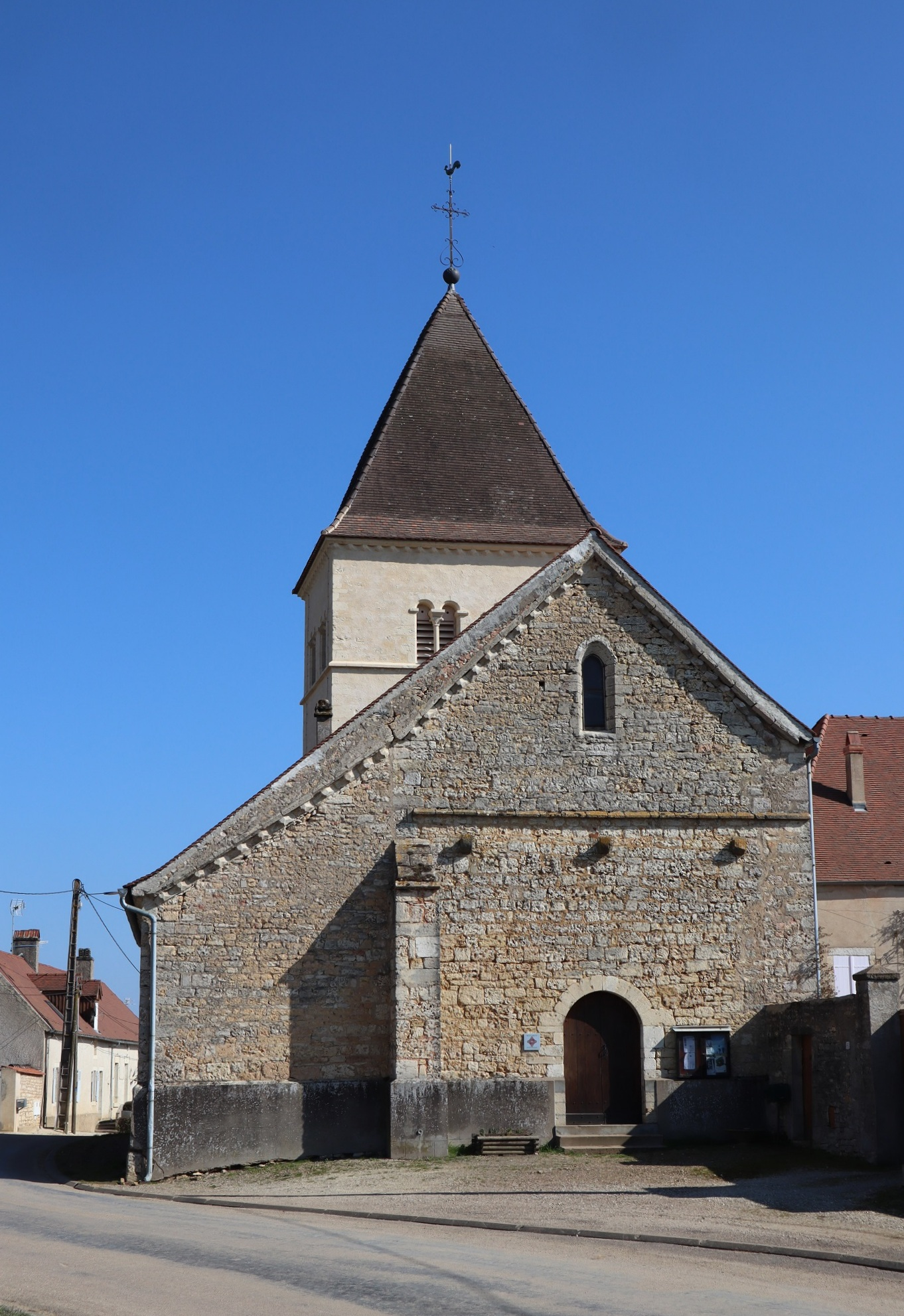
L'église paroissiale Saint-Léger.

L'église date du XIIIe siècle. Le clocher est percé de baies géminées. La nef et le collatéral ont été remaniés au cours des âges.

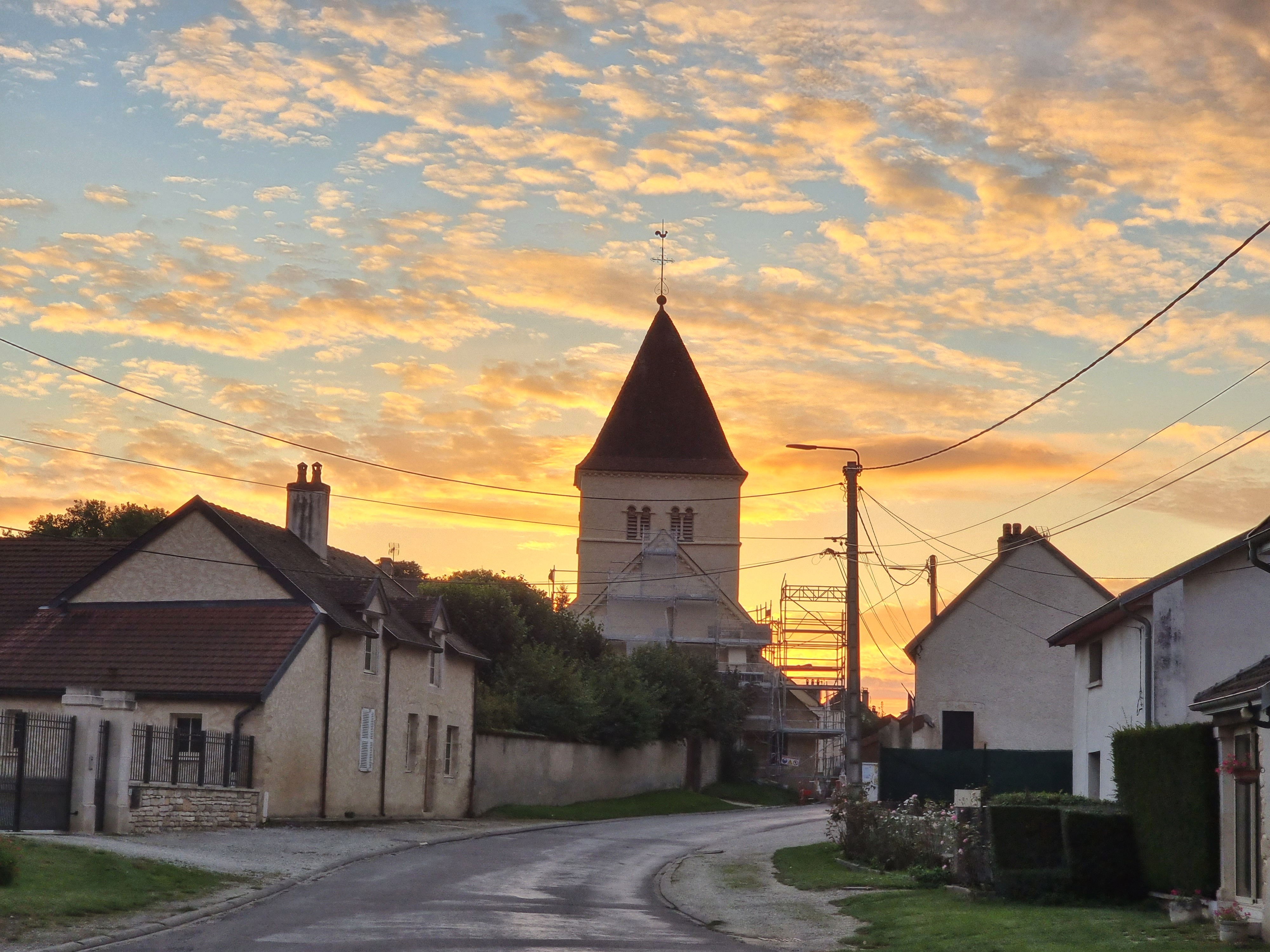
Eglise Jancigny soleil couchant octobre 2021 Photo original Gaudry Yvan-Manuel

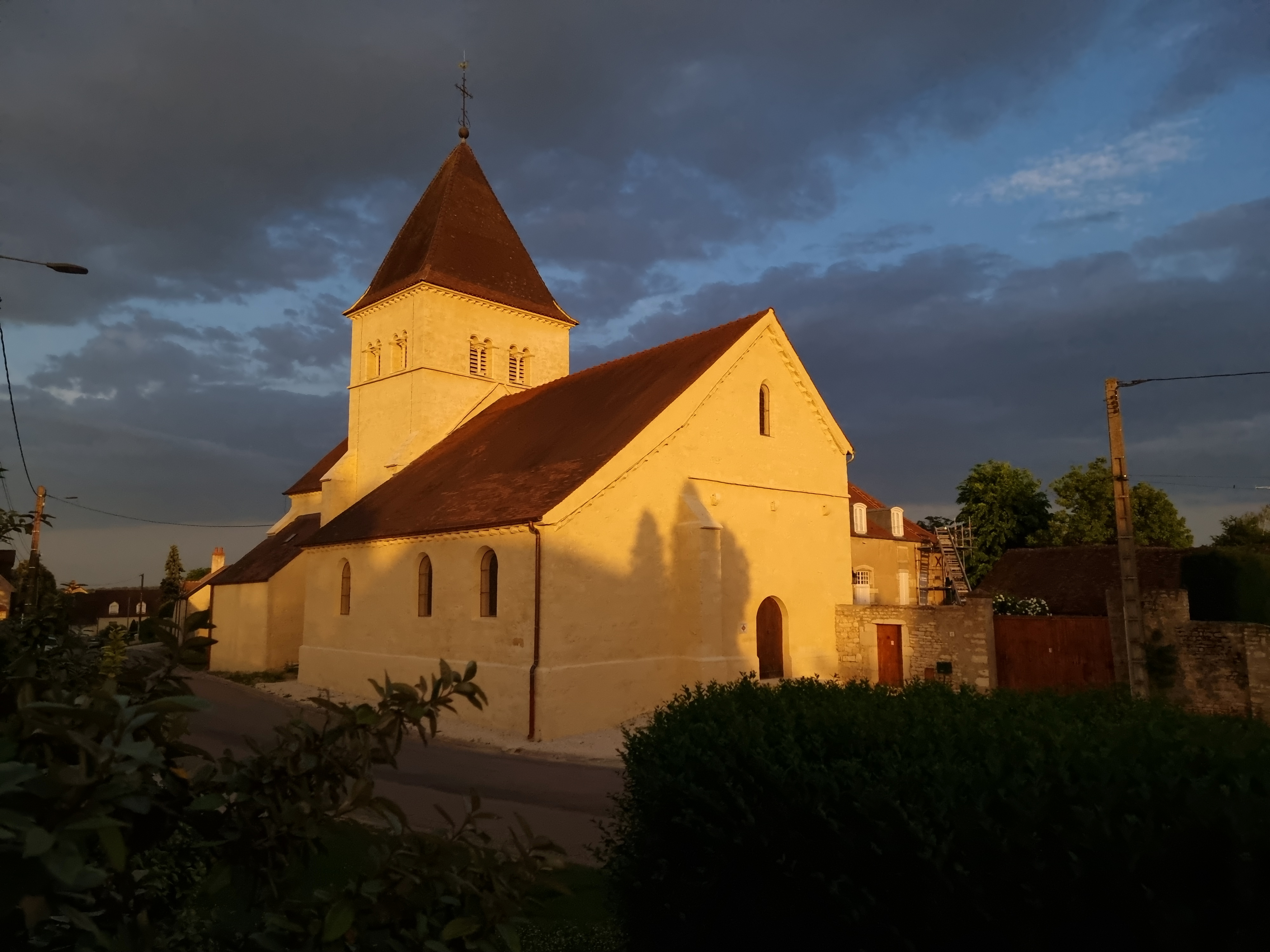
Soleil couchant Eglise Jancigny après rénovation 20 Mai 2022. Photo original Gaudry Yvan-Manuel.

Travaux 2021

#### Le moulin
Le moulin est très ancien. Il appartenait avant la Révolution à moitié au seigneur et à moitié à la cure. Ils percevaient chacun la moitié des revenus soit 450 livres plus quatre chapons par an. Le moulin fonctionna encore lors de la Seconde Guerre mondiale.

### Personnalités liées à la commune
- Louis Jules Gruey, astronome et mathématicien, né à Jancigny en 1837.
- Jean-Baptiste Dubois de Jancigny, juriste, journaliste et agronome français, premier préfet du Gard, né à Jancigny en 1753.

### Héraldique
| Blason de Jancigny | Blason  | Taillé : au 1er d'azur au besant d'or chargé d'une lunette astronomique de sable, à la lentille d'argent, au 2e de sinople à trois oies au naturel posées en orle, à la barre ondée d'argent brochant sur la partition. |
| Blason de Jancigny | Détails | Le statut officiel du blason reste à déterminer. |